# Гартман, Александер фон
Александер фон Гартман (нем. Heinrich Eberhard Alexander von Hartmann; 11 декабря 1890, Берлин — 26 января 1943, Сталинград) — немецкий генерал, командующий 71-й пехотной дивизией в Сталинградской битве, участник Первой и Второй мировых войн.

## Биография
Александер фон Гартман родился в старинной прусской дворянской семье.
В 1910 году начинает воинскую карьеру фенрихом (прапорщиком) в 5-м Тюрингском «Великого герцога Саксонского» пехотном полку (в германской армии с 1912 года регистр-номер 94, был основан 28 декабря 1762 года, в 1867 получил нынешнее название). Пехотные подразделения этого полка размещались в Тюрингии — в Эйзенахе, Йене и Веймаре.
С началом Первой мировой войны полк, в котором служит фон Гартман, входит в состав германской 38-й пехотной дивизии и направляется на Западный фронт. Александер занимает пост командира пулемётного взвода. В сентябре 1914 года его подразделение переводится на Восточный фронт, здесь фон Гартман — уже обер-лейтенант — тяжело ранен в бою. После выздоровления он с 1916 года — адъютант при прусском Военном министерстве. В 1918 году, перед самым окончанием Первой мировой войны Гартману присваивается звание гауптмана (капитана).
В начале 1920-х годов с организацией Рейхсвера Александер фон Гартман вступает в его ряды и с 1921 года служит командиром роты в 17-м пехотном полку, дислоцированном в Брауншвейге (VI военный округ). В 1931 году ему присваивается майорское звание. В 1933 году Гартман служит офицером связи между рейхсвером и Рейхсмарине (ВМФ Германии) в Гамбурге, в 1934 году он — оберст-лейтенант (подполковник) и командующий 3-м батальоном 37-го пехотного полка в Оснабрюке. В 1937 году он становится оберстом (полковником) и командующим 37-м пехотным полком, входившим в состав 6-й германской пехотной дивизии.
С началом Второй мировой войны 37-й пехотный полк под командованием Александера фон Гартмана воюет во Франции.
В 1941 году он в звании генерал-майора принимает командование 71-й пехотной дивизией, и затем в составе группы армий «Юг» участвует в боях за Сталинград. Уже в Сталинграде за храбрость был награждён Рыцарским крестом Железного креста, 1 декабря 1942 года фон Гартману присваивается звание генерал-лейтенанта.
Та часть Сталинграда, где сражались подразделения 71-й дивизии, в немецких частях и местных сводках обозначалась как «город Гартмана» («Hartmann-Stadt»).
Погиб в бою с наступающими советскими солдатами на берегу реки Царица 26 января 1943 года. 
Перед гибелью фон Гартман писал: 

Я не покончу с собой, но постараюсь, чтобы русские это сделали. Я поднимусь во весь рост на бруствер и буду стрелять во врага, пока не погибну. Моя жена — практичная женщина, она сможет с этим жить дальше, мой сын пал в бою, дочь замужем, эту войну мы никогда не выиграем, а человек, который стоит во главе нашей страны — не оправдал наши надежды 
(Ich werde mich nicht selbst erschießen, sondern lasse mich von den Russen erschießen. Ich stelle mich auf den Bahndamm, schieße stehend freihändig, und dann werde ich fallen. Meine Frau ist eine praktische Frau, sie wird sich ohne mich durchs Leben schlagen, mein Sohn ist gefallen, meine Tochter ist verheiratet, den Krieg werden wir nicht gewinnen, und der Mann, der an unserer Spitze steht, ist nicht der Mann, für den wir ihn gehalten haben.)

Вместе с фон Гартманом на передовую пошли и другие офицеры дивизии с оружием в руках и, не обращая внимания на рвущиеся вокруг гранаты, вступили в бой. Узнав об этом, командующий 6-й армией генерал-полковник Паулюс отправил в «город Гартмана» своего офицера связи, майора фон Белова с приказом «вернуться в укрытия и прекратить это безумие». Однако к этому времени генерал фон Гартман уже был смертельно ранен в правый висок.
Посмертно фон Гартману 15 февраля 1943 года Адольфом Гитлером было присвоено звание генерала от инфантерии.

## Награды
- Железный крест (1914) 2-го и 1-го класса (Королевство Пруссия)
- Орден Белого сокола рыцарский крест 2-го класса (Великое герцогство Саксен-Веймар-Эйзенах)
- Военный крест Вильгельма-Эрнста[нем.] (Великое герцогство Саксен-Веймар-Эйзенах)
- Орден Княжеского дома Липпе почётный крест 4-го класса с мечами
- Нагрудный знак «За ранение» в чёрном (1918)
- Крест «За военные заслуги» 3-го класса с воинским отличием (Австро-Венгрия)
- Железный Полумесяц (Османская империя)
- Рыцарский крест Железного креста (1942)

## Сочинения
- Alexander von Hartmann: Das Infanterie-Regiment Großherzog von Sachsen (5. Thüringisches) Nr. 94 im Weltkrieg. Kurzgefaßter Überblick. Berlin, Klasing & Co. 1921, 292 Seite

## Дополнения
- Kurzbiografie (engl.) mit Foto